# Bão Nari (2001)
Bão Nari, được biết đến ở Philippines với tên gọi bão Kiko hay bão số 7 năm 2001 ở Việt Nam. Là một trong những cơn bão có đường đi dị thường và khó dự báo nhất thế giới trên biển Hoa Đông, diễn biến tương tự cơn bão Wayne (1986).

## Lịch sử khí tượng
Vào ngày 5 tháng 9, một áp thấp nhiệt đới đã hình thành trên khu vực phía Đông Bắc Đài Loan. Bởi dòng dẫn yếu, hệ thống đã di chuyển hết sức thất thường trong quãng thời gian dài. Ban đầu, nó trôi dạt về phía Đông Bắc và mạnh lên thành một cơn bão nhiệt đới vào ngày mùng 6. Tiếp đó, Nari hầu như ít di chuyển tại vị trí gần Okinawa, và sang ngày hôm sau nó đạt cường độ bão cuồng phong. Trong khoảng 5 ngày tiếp theo, Nari thực hiện 3 vòng lặp trong quỹ đạo ngoài khơi, và nó đã đạt đỉnh trong quãng thời gian đó với sức gió 115 dặm/giờ (185 km/giờ) trước khi suy yếu thành bão nhiệt đới vào ngày 14. Tuy nhiên sau đó Nari đã mạnh trở lại thành bão cuồng phong, và khi di chuyển theo hướng Đông Nam nó đạt vận tốc gió 100 dặm/giờ (160 km/giờ) trước khi tấn công vùng Đông Bắc Đài Loan vào ngày 16. Cơn bão đã di chuyển qua hòn đảo này trước khi tiến vào Biển Đông vào ngày 18 với trạng thái là một áp thấp nhiệt đới. Di chuyển về phía Tây, áp thấp nhiệt đới mạnh lên thành bão nhiệt đới và đổ bộ lên địa điểm phía Đông Hồng Kông với sức gió 65 dặm/giờ (105 dặm/giờ) trong ngày 20.

## Ảnh hưởng

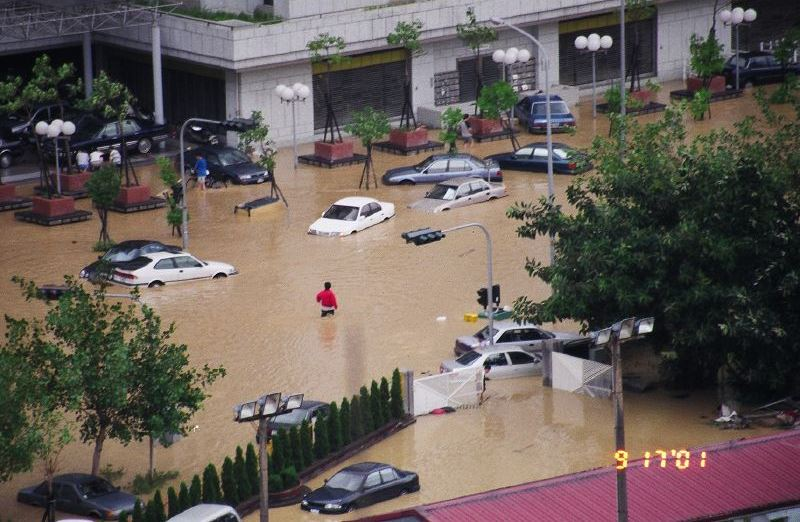
Ngập lụt do bão Nari

Tại Đài Loan, Bão Nari đã gây ra những cơn mưa xối xả cho phần lớn hòn đảo. Hàng chục trận lở đất do mưa bão. Cơn bão đã phá hủy rất nhiều nhà cửa và chôn vùi người dân dưới đống đồ nát. Ít nhất 94 người đã thiệt mạng trên đảo do cơn bão và 10 người khác được liệt kê là mất tích. Thiệt hại về nông nghiệp từ Nari ước tính khoảng 2,9 tỷ Đài tệ (84 triệu USD). Ở các vùng núi, lượng mưa tới hơn 1.225 mm (48,2 in), dẫn đến nhiều con sông tràn bờ. Vào ngày 17 tháng 9, một số khu vực đã ghi nhận lượng mưa 800 mm (31 in) trong một ngày, tương đương với bốn tháng mưa ở Đài Loan. Ở đỉnh điểm của cơn bão, ước tính 650.000 người mất điện và 350.000 người mất dịch vụ điện thoại và nước. Hầu hết các trường hợp tử vong đã diễn ra xung quanh thành phố Đài Bắc và các quận ở lân cận. Hệ thống tàu điện ngầm trong thành phố đã bị hư hại nặng nề do lũ lụt và dự kiến sẽ ngừng hoạt động trong ít nhất sáu tháng.